# Calafia Airlines
Calafia Airlines est une compagnie aérienne régionale mexicaine créée en 1993 et basée à l' aéroport de Cabo San Lucas. Elle s'appelait auparavant Aéreo Calafia jusqu'au milieu de 2016, date à laquelle, dans le cadre d'un projet d'expansion commerciale, elle a décidé d'utiliser un nom plus commercial, car elle négocie des destinations internationales. Elle a une flotte Embraer et propose des vols réguliers vers la péninsule de Basse-Californie et la côte pacifique mexicaine, ainsi que des vols charters et des circuits.

## Flotte
La flotte de Calafia Airlines comprend les avions suivants (à compter de juin 2019), :   
| Avion                      | En service | Passagers | Notes |
| -------------------------- | ---------- | --------- | ----- |
| Embraer EMB 120ER Brasilia | 1          | 30        |       |
| Embraer ERJ 145ER          | 4          | 50        |       |
| Total                      | 5          |           |       |

### Flotte historique
- Cessna 208 Caravan
- Cessna 210 Centurion
- Cessna 182 Skylane
- Piper PA-31 Navajo

## Destinations

### Basse Californie
- Île Cedros (Aéroport Isla de Cedros) [4]
- Mexicali (aéroport international de Mexicali)
- Tijuana (aéroport international de Tijuana)

### Basse Californie du sud
- Cabo San Lucas (Aéroport international de Cabo San Lucas) Hub
- Ciudad Constitución (aéroport de Ciudad Constitución)
- Guerrero Negro (aéroport de Guerrero Negro)
- La Paz (aéroport international de La Paz)
- Loreto (aéroport international de Loreto)
- San José del Cabo (aéroport international de Los Cabos)

### Chiapas
- Tuxtla Gutiérrez (aéroport international de Tuxtla Gutiérrez)

### Chihuahua
- Chihuahua (aéroport international de Chihuahua)

### Guanajuato
- León (aéroport international Del Bajío)

### Jalisco
- Puerto Vallarta (Aéroport international Licenciado Gustavo Díaz Ordaz)
- Guadalajara (aéroport international Miguel Hidalgo y Costilla de Guadalajara)

### Nuevo León
- Monterrey (aéroport international de Monterrey)

### Puebla
- Puebla (aéroport international de Puebla)

### Sinaloa
- Culiacán (aéroport international de Culiacán)
- Guasave (aéroport Campo Cuatro Milpas)
- Los Mochis (aéroport international de Los Mochis)
- Mazatlán (aéroport international de Mazatlán)

### Sonora
- Ciudad Obregón (aéroport international de Ciudad Obregón)
- Guaymas (aéroport international de Guaymas)
- Hermosillo (aéroport international d'Hermosillo)

## Incidents et accidents
| Vol | Rendez-vous amoureux | Avion                     | Emplacement         | Les passagers | La description |
| 126 | 5 nov 2007           | Cessna 208B Grand Caravan | Culiacán, Sinaloa . | 13            | En partant de CUL pour CSL, l'avion a perdu de l'altitude et s'est écrasé dans un champ près de l'aéroport. Aucune victime. |

Le 11 Février 2009, Hector Manuel Verdugo Talamantes, fils du propriétaire de Aero Calafia et l'un des pilotes de la compagnie aérienne, a été assassiné à La Paz, Basse - Californie du Sud, au Mexique.